# Murray MacLaren
Murray MacLaren (30 avril 1861 à Richibouctou - 24 décembre 1942) était un homme politique canadien qui fut lieutenant-gouverneur du Nouveau-Brunswick.

## Biographie
Murray MacLaren suit des études de médecine et entame une carrière de médecin.
Il se lance en politique fédérale en 1921 et est élu député conservateur de la circonscription de Saint-Jean-Albert le 6 décembre 1921. Il sera ensuite réélu aux élections suivantes (1925, 1926, et 2 fois en 1930).
Il devient en outre Ministre des pensions et de la santé nationale du 7 août 1930 au 16 novembre 1934 sous le gouvernement Bennett.
Il est ensuite nommé lieutenant-gouverneur du Nouveau-Brunswick du 8 février 1935 au 5 mars 1940.